# Alzina de Mas Rabassa
L'Alzina de Mas Rabassa (Quercus ilex subsp. ballota) és un arbre que es troba a Olèrdola (comarca de l'Alt Penedès), el qual té una capçada molt ampla i de les més grosses de tot Catalunya.

## Dades descriptives
- Perímetre del tronc a 1,30 m: 4,48 m.
- Perímetre de la base del tronc: 5,21 m.
- Alçada: 17,50 m.
- Amplada de la capçada: 23,28 m.
- Altitud sobre el nivell del mar: 220 m.[1]

## Entorn
L'arbre, el qual serveix d'amorriador, es troba en un extrem de la vinya del Mas Rabassa, una hisenda vitivinícola activa, ben plantada al mig d'un pla que s'albira fèrtil. Els entorns dels conreus són boscos i bosquines, compostos majoritàriament de pi blanc, amb carrasca i roure martinenc, amb sotabosc d'aladern, aladern fals, gatosa, esparreguera boscana, sajolida i romaní. Entre l'herbatge principal hi ha albellatge, lletsó, fonoll, herba de Sant Joan, trèvol pudent, escabiosa borda, crespinell, malrubí, perpètua, margaridoia i ravenissa groga. A un parell de metres de la soca de l'arbre hi ha un fill de l'arbre també força gran, amb un creixement inclinat, a causa de la competència amb l'arbre progenitor. El gaig, la mallerenga blava, el pardal comú, la merla, el tudó, el pinsà i el senglar acompanyen la carrasca.

## Aspecte general
Es tracta d'una carrasca molt vella, de port imponent, d'estructura recaragolada i soferta, però, malauradament, en mal estat: el més preocupant és un tall vertical que va des de la creu, que l'obre, fins a bona part de la soca. Si no hi ha una intervenció ràpida col·locant-hi un collarí o algun sistema de fixació, l'arbre pot acabar trencant-se aviat.

## Accés
Cal dirigir-se a Olèrdola (també Sant Miquel d'Olèrdola) des de Vilafranca del Penedès per la carretera C-15. Al punt quilomètric 12,1 hem de trencar a l'esquerra en direcció a La Serreta, que és una urbanització que queda en un turonet, però no hi hem d'entrar, sinó seguir el camí deixant la urbanització a l'esquerra, fins que poc després trobem el Mas Rabassa, que és dins d'un recinte. Veurem que a la vinya de davant de l'entrada hi ha la gran carrasca. Podem accedir-hi des de la pista per un caminet que hi duu. GPS 31T 0393248 4576676.